# E81 (európai út)

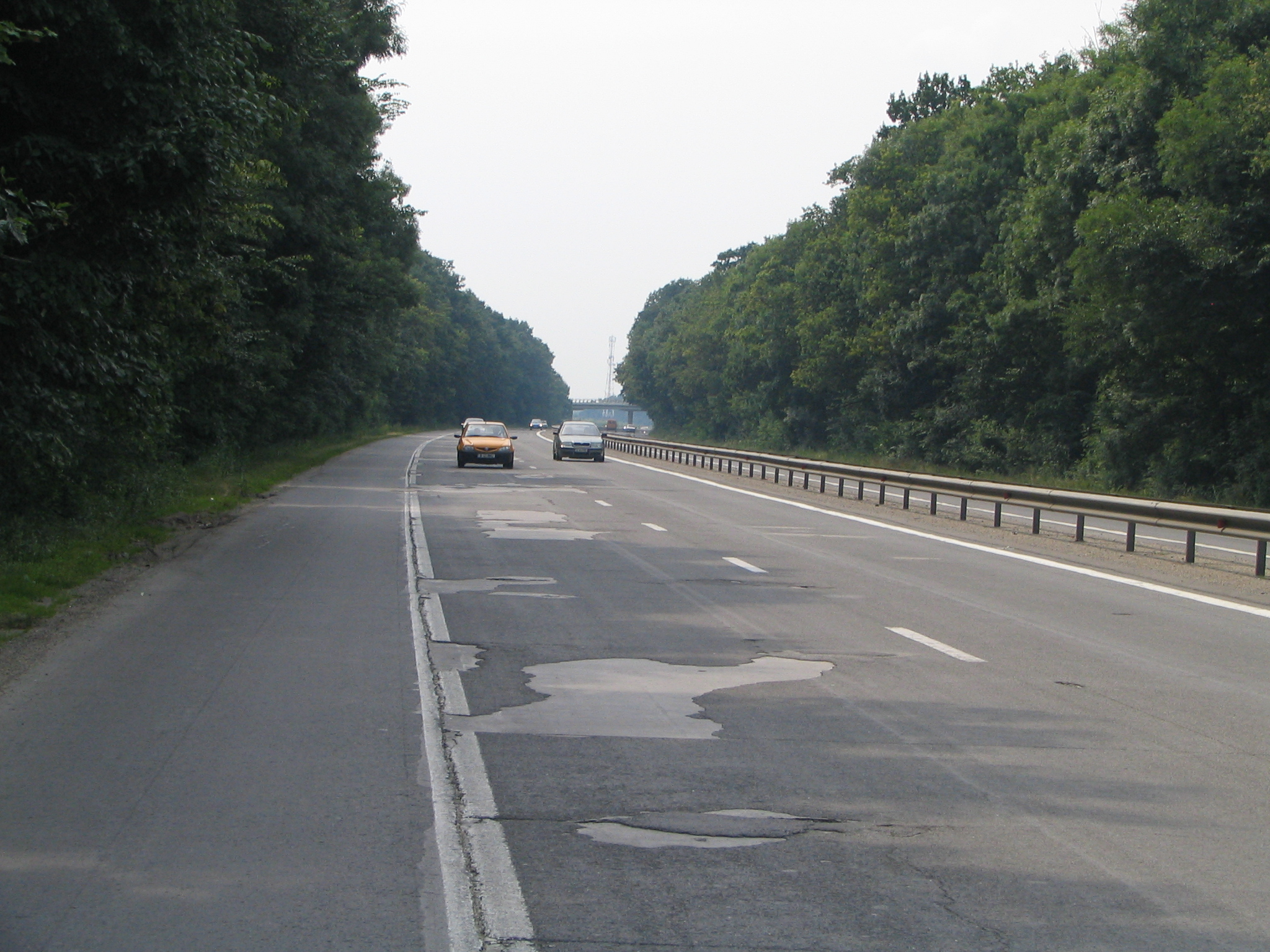
Az E81 Pitești és Bukarest között

Az E81-es európai út a nemzetközi európai úthálózat része, Munkácstól (Ukrajna) és Bukarestig (Románia) tart.
A következő fontosabb településeken halad át:
| Település     | km (szakasz) | km (összesen) | Csatlakozások |
| ------------- | ------------ | ------------- | ------------- |
| Munkács       | 0            | 0             |               |
| Halmi         | 72           | 72            |               |
| Szatmárnémeti | 31           | 103           |               |
| Zilah         | 93           | 196           |               |
| Kolozsvár     | 77           | 273           | E60, E576     |
| Torda         | 29           | 302           | E60           |
| Szászsebes    | 81           | 383           |               |
| Nagyszeben    | 52           | 435           | E68           |
| Pitești       | 145          | 580           | E70, E574     |
| Bukarest      | 114          | 694           | E70, E85, E60 |